# Ælfthryth
Ælfthryth (auch: Elfrida, * um 945, † um 1000) war durch ihre Heirat mit Edgar Königin von England. Sie war die erste englische Königin, die gesalbt und gekrönt wurde. Ælfthryth hatte mit Edgar zwei Söhne, einer davon, Æthelred, wurde später König von England. Spätere Historiker unterstellten Ælfthryth, sie habe ihren Stiefsohn Eduard ermorden lassen, um Æthelred auf den Thron zu bringen, was ihr (aus heutiger Sicht vermutlich unberechtigt) den Ruf einer machtgierigen bösen Königin einbrachte.

## Leben

### Herkunft und erste Ehe
Ælfthryth war die Tochter des Adeligen Ordgar aus Devon in England. Laut Geoffrey Gaimar, einem Chronisten aus dem 12. Jahrhundert, war Ælfthryths Mutter königlicher Abstammung. Ælfthryth war in erster Ehe mit dem Ealdorman Æthelwold aus East Anglia verheiratet. Æthelwold war Sohn des Ealdormans Æthelstan Half-King, und er wuchs gemeinsam mit dem späteren König Edgar auf. Mit Æthelwold hatte Ælfthryth zwei Kinder, Leofric, später der Gründer des Klosters von St Neots, und Æthelnoth. Die Ehe mit Æthelwold endete 962 mit Æthelwolds Tod.
Spätere Chronisten haben Edgar und sogar Ælfthryth unterstellt, dass sie in den Tod von Æthelwold involviert waren. Wilhelm von Malmesbury, Geschichtsschreiber im 12. Jahrhundert, erzählt die Geschichte, dass Æthelwold von Edgar zu Ælfthryth geschickt wurde, um zu prüfen, ob sie wirklich eine so große Schönheit sei, wie behauptet werde, und um ihr dann einen Heiratsantrag zu überbringen. Laut Wilhelm von Malmesbury wurde Edgar von Æthelwold jedoch hereingelegt, indem er ihm sagte, dass Ælfthryth nicht ungewöhnlich schön sei, damit Æthelwold sie selbst heiraten konnte. Der Geschichtsschreiber Geoffrey Gaimar schreibt im 12. Jahrhundert, dass Edgar zunächst nicht glauben konnte, dass er von Æthelwold hereingelegt wurde, aber Edgar sandte Æthelwold schließlich in den Norden Englands, wo dieser getötet wurde.
Der Historiker Timothy Venning verweist auf eine Legende, dass Ælfthryth selbst ihren Ehemann getötet haben soll, möglicherweise mit Edgar als Komplizen. Andere heutige Historiker halten diese Geschichten über die angebliche Ermordung Æthelwolds für wenig plausibel, denn Edgar unterhielt gute Beziehungen zur Familie von Æthelwold  und beförderte zwei seiner Brüder zu Ealdormen von East Anglia.

### Königin von England
Die Ehe zwischen Ælfthryth und Edgar wurde zwei Jahre nach Æthelwolds Tod geschlossen. 973 wurden Edgar und Ælfthryth feierlich gekrönt; dies war das erste Mal, dass eine Königin aus Wessex gekrönt und gesalbt wurde.
Edgar und Ælfthryth hatten zwei Söhne, Edmund, der bereits 971 starb, und Æthelred. Als Edgar 975 starb, war Æthelred noch minderjährig. Obwohl für Æthelred argumentiert wurde, dass er der Sohn einer gesalbten und gekrönten Königin sei, übernahm zunächst sein Halbbruder Eduard, Sohn Edgars aus einer vorangegangenen Ehe, den Thron. Seine Regierungszeit war von Konflikten überschattet, mit Ælfthryth und Ælfhere, dem Ealdorman von Mercia, in der Opposition gegen Eduard.

### Königinmutter

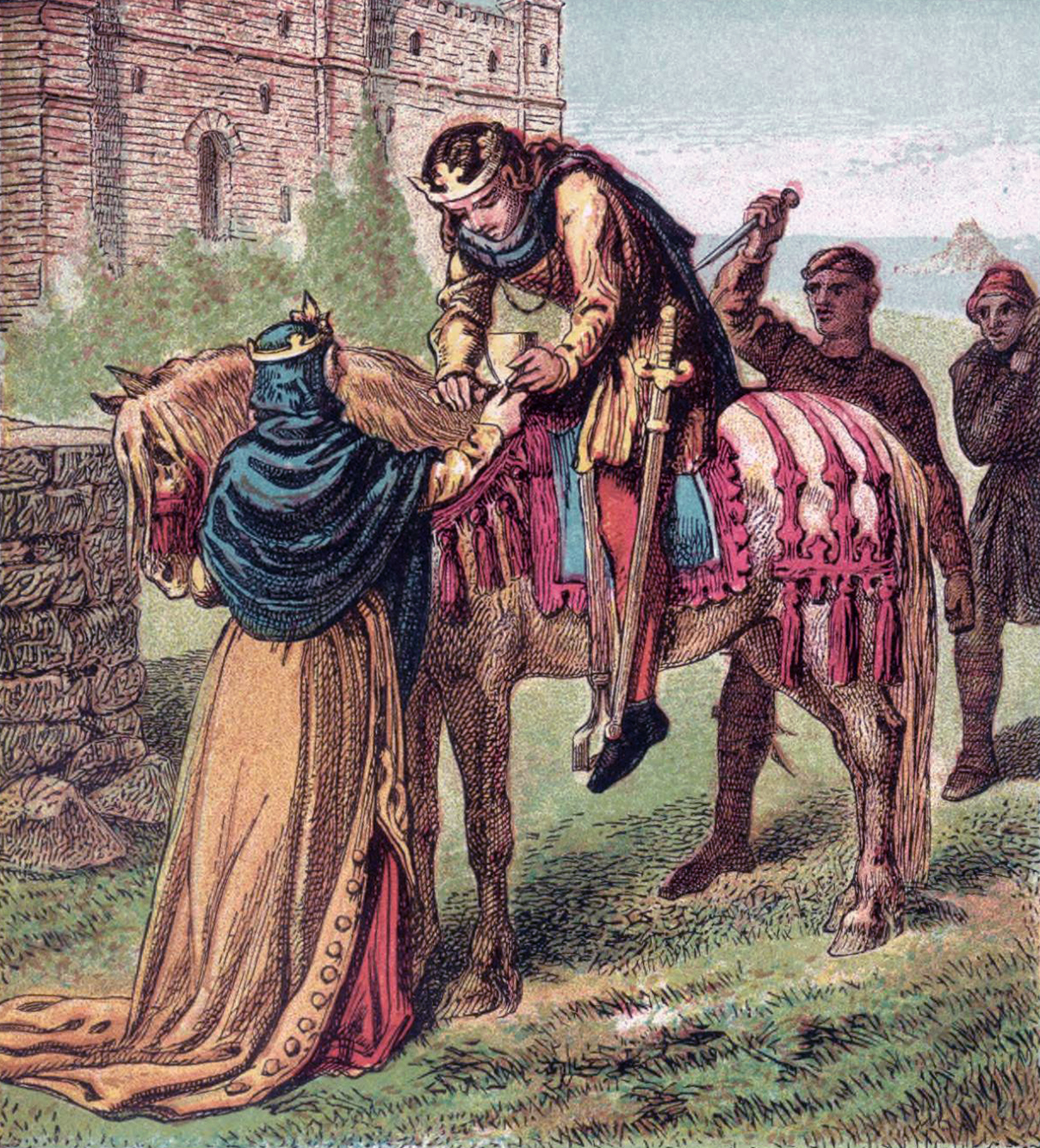
Pictures of English History Plate IX - The Wicked Queen Elfrida, populäre, nicht-historische Darstellung von Ælfthryth, wie sie ihren Stiefsohn, König Eduard den Märtyrer, ermorden lässt

978 wurde Eduard bei einem Besuch in Corfe in Dorset ermordet. Zeitgenössische Chronisten machen dazu keine genaueren Angaben, aber spätere Geschichtsschreiber wie Heinrich von Huntingdon, Roger von Wendover und Wilhelm von Malmesbury unterstellen, dass Ælfthryths Diener in ihrer Anwesenheit Eduard erstochen haben. Es gibt allerdings keine zeitgenössischen Quellen, dass Ælfthryth während der Ermordung anwesend war, und entgegen einer verbreiteten Legende war Corfe auch nicht das Anwesen von Ælfthryth. Es ist unklar, ob Ælfthryths Klostergründungen und Æthelreds Förderung des Kults um seinen ermordeten Halbbruder Eduard als Märtyrer Buße für ein tatsächlich begangenes Verbrechen waren oder ob diese nur dazu dienten, mögliche Verdächtigungen im Keim zu ersticken.
Æthelred wurde nach dem Tod von Eduard zum König gekrönt. Da er zum Zeitpunkt der Krönung höchstens 12 Jahre alt war, spielte Ælfthryth ebenso wie Bischof Æthelwold, der als Berater fungierte, eine bedeutende Rolle am Hof. Die hervorgehobene Position Ælfthryths wird auch durch die überlieferten Urkunden aus der Zeit reflektiert, in vielen von ihnen erscheint sie in der Zeugenliste als mater regis (dt. „Mutter des Königs“) sogar vor den Bischöfen. Als Bischof Æthelwold 984 starb und Æthelred erstmals heiratete, schien Ælfthryths Einfluss zunächst zurückzugehen, aber in den 990er Jahren taucht sie wieder regelmäßig als Zeugin in hervorgehobener Position auf den Urkunden Æthelreds auf.
In ihren späteren Jahren hat sich Ælfthryth als Gönnerin der Kirche engagiert, insbesondere für die Klöster in Peterborough und Ely sowie für die Klosterneugründung in Wherwell im Norden Hampshires. Dabei setzte sie auch durchaus ihre eigenen Interessen durch: Als sie Patronin für das Kloster in Barking wurde, ersetzte sie die Äbtissin zugunsten einer anderen, ihr vermutlich angenehmeren Kandidatin. In ihren letzten Jahren scheint Ælfthryth zunehmend mehr Zeit in Wherwell verbracht zu haben, wo sie zwischen 999 und 1001 starb und begraben wurde.